# Anita Rau Badami
Anita Rau Badami (Oriya ଅନିତା ରାଉ ବାଦାମୀ) (geboren 24. September 1961 in Rourkela) ist eine indische Autorin aus der Region Odisha, die seit 1991 in Kanada lebt. Sie ist vor allem für ihre Romane bekannt, die teilweise in ihrem Heimatland Indien spielen. Ihre Werke wurden mehrfach ausgezeichnet.

## Leben
Während ihrer Kindheit zog Anita Rau Badami häufig um, da ihr Vater als Ingenieur für die Eisenbahn tätig war. In ihrer Familie war das Erzählen von Geschichten üblich, Anita Rau Badami war darüber hinaus schon als Kind eine begeisterte Leserin. Sie besuchte stets katholische Schulen, da diese bis in die jüngere Vergangenheit ihren eigenen Angaben zufolge als die besten Schulen Indiens galten.
Anita Rau Badami studierte Englisch an der University of Madras und Journalismus am Sophia College der University of Mumbai. Ihren Masterabschluss erhielt sie von der University of Calgary. Ihr Roman Railway and Ginger entstand im Rahmen ihrer Masterarbeit.
Bevor sie sich ganz dem Schreiben von Romanen widmete, arbeitete Anita Rau Badami in Indien als Journalistin. Sie veröffentlichte auch mehrere Geschichten für Kinder in Zeitschriften. In ihren Romanen beschäftigt Anita Rau Badami sich mit Familiengeschichten, die sich zwischen Indien und Kanada abspielen. Ihre Werke wurden von den Feuilletons durchwegs positiv aufgenommen. Sie gilt als Autorin mit einem frischen und klaren Blick, Humor, sowie einem tiefen Verständnis für Menschen.
2014–2015 war Anita Rau Badami Writer in Residence an der Athabasca University. Die Residency wurde vom Canada Council for the Arts und der Alberta Foundation for the Arts finanziert.
Anita Rau Badami interessiert sich auch für andere Kunstformen und malt und zeichnet neben dem Schreiben.
Ihr Debütband Tamarind Mem (in den USA als Tamarind Woman veröffentlicht) wurde von Gloria Ernst ins Deutsche übersetzt und vom Goldmann Verlag mit dem Titel Im Schatten der Tamarinde gedruckt.

## Werke (Auswahl)
- Tell it to the Trees. Roman. A. A. Knopf Canada, Toronto 2011
- Can You Hear the Nightbird Call? Roman. A. A. Knopf Canada, Toronto 2006
- The Hero’s Walk: A Novel. Roman. A. A. Knopf Canada, Toronto 2000
- Tamarind Mem. Roman. Viking, Toronto 1996
  - USA: Tamarind Woman.
  - Übers. Gloria Ernst: Im Schatten der Tamarinde. Goldmann, München 1998

## Auszeichnungen (Auswahl)
- 2001 Commonwealth Book Prize für The Hero's Walk als das best Buch in der Region Kanada und Karibik
- 2000 Marina Engel Award